# Collegio elettorale di Varese (Senato della Repubblica)
Il collegio di Varese fu un collegio elettorale uninominale della Repubblica Italiana appartenente alla Circoscrizione Lombardia; fu utilizzato per eleggere un senatore della Repubblica dalla I alla XIV legislatura, sebbene con forme diverse e sistemi elettorali diversi.

## Storia
Il collegio venne creato nel 1948 secondo la legge n. 29 del 6 febbraio 1948 la quale, pur basandosi sull'impianto proporzionale in vigore per la Camera, rispetto a quest'ultima conteneva alcuni piccoli correttivi in senso maggioritario. Tale legge ebbe il suo definitivo perfezionamento col Testo Unico n. 361 del 1957. Differentemente dalla Camera, la legge elettorale del Senato si articolava su base regionale, seguendo il dettato costituzionale (art.57). Ogni Regione era suddivisa in tanti collegi uninominali quanti erano i seggi ad essa assegnati. All'interno di ciascun collegio, veniva eletto il candidato che avesse raggiunto il quorum del 65% delle preferenze: tale soglia, oggettivamente di difficilissimo conseguimento, tradiva l'impianto proporzionale su cui era concepito anche il sistema elettorale della Camera Alta. Qualora, come normalmente avveniva, nessun candidato avesse conseguito l'elezione, i voti di tutti i candidati venivano raggruppati in liste di partito a livello regionale, dove i seggi venivano allocati utilizzando il metodo D'Hondt delle maggiori medie statistiche e quindi, all'interno di ciascuna lista, venivano dichiarati eletti i candidati con le migliori percentuali di preferenza.
Nel 1993, con la cosiddetta Legge Mattarella (Legge n. 276, Norme per l'elezione del Senato della Repubblica), attuata in seguito al referendum abrogativo del 1993, venne istituito per la Camera dei deputati e per il Senato della Repubblica un sistema di elezione misto, in parte maggioritario e in parte proporzionale. Il 75% dei parlamentari dell'assemblea veniva eletto in collegi uninominali tramite sistema maggioritario a turno unico; il restante 25% al Senato veniva eletto tramite recupero proporzionale dei più votati non eletti attraverso un meccanismo di calcolo denominato "scorporo", cioè sottraendo dal conteggio dei voti totali di una lista nella parte proporzionale i voti ottenuti dai candidati collegati alla medesima lista che erano eletti nei collegi uninominali con il sistema maggioritario.
Il collegio venne abolito insieme a tutti gli altri che costituivano il Senato con la promulgazione della legge elettorale successiva, la cosiddetta Legge Calderoli. Questa prevedeva un sistema proporzionale con premio di maggioranza, che al Senato veniva attribuito a livello regionale.

## 1948-1993

### Territorio
Il collegio di Varese era uno dei 31 collegi uninominali in cui era suddivisa la Lombardia; comprendeva i seguenti comuni: Agra, Angera, Arcisate, Azzate, Bardello, Bedero Valcuvia, Besozzo, Biandronno, Bisuschio, Bodio Lomnago, Brebbia, Bregano, Brinzio, Brissago-Valtravaglia, Brusimpiano, Cadegliano Viconago, Cadrezzate, Cantello, Caravate, Carnago, Caronno Varesino, Casalzuigno, Casciago, Cassano Valcuvia, Castello Cabiaglio, Castelseprio, Castelveccana, Castiglione Olona, Castronno, Cazzago Brabbia, Cittiglio, Cocquio-Trevisago, Comabbio, Comerio, Cremenaga, Crosio della Valle, Cuasso al Monte, Cunardo, Curiglia con Monteviasco, Cuvio, Daverio, Dumenza, Ferrera di Varese, Galliate Lombardo, Gavirate, Gazzada Schianno, Gemonio, Germignaga, Gornate Olona, Ispra, Lavena Ponte Tresa, Laveno-Mombello, Leggiuno, Lozza, Luino, Maccagno, Malgesso, Marzio, Masciago Primo, Mercallo, Montegrino Valtravaglia, Monvalle, Morazzone, Orino-Azzio, Osmate, Pino sulla Sponda del Lago Maggiore, Porto Ceresio, Porto Valtravaglia, Rancio Valcuvia, Sesto Calende, Solbiate Arno, Taino, Ternate, Tradate, Travedona Monate, Tronzano Lago Maggiore, Val Marchirolo, Valganna, Varano Borghi, Varese, Vedano Olona, Veddasca, Venegono Superiore, Vergiate e Viggiù.

### Dati elettorali

#### I legislatura
|                                                                                | Antonio Bareggi | Democrazia Cristiana                             | 74 537  | 55,72 |  |  |  |  |  |
|                                                                                | Luigi Roncari   | Fronte Democratico Popolare                      | 41 195  | 30,80 |  |  |  |  |  |
|                                                                                | Egineo Modesti  | Unità Socialista - Partito Repubblicano Italiano | 18 027  | 13,48 |  |  |  |  |  |
| Totale                                                                         | Totale          | Totale                                           | 133 759 | 100   |  |  |  |  |  |
|                                                                                |                 |                                                  |         |       |  |  |  |  |  |
| Voti non validi                                                                | Voti non validi | Voti non validi                                  | 5 903   | 4,23  |  |  |  |  |  |
| Votanti                                                                        | Votanti         | Votanti                                          | 139 662 | 92,57 |  |  |  |  |  |
| Elettori                                                                       | Elettori        | Elettori                                         | 150 865 |       |  |  |  |  |  |
|                                                                                |                 |                                                  |         |       |  |  |  |  |  |
| Nota: quorum del 65% non raggiunto; ripartizione dei seggi a livello regionale |                 |                                                  |         |       |  |  |  |  |  |
| Data: 18 aprile 1948                                                           |                 |                                                  |         |       |  |  |  |  |  |
| Fonte: Ministero dell'interno                                                  |                 |                                                  |         |       |  |  |  |  |  |

#### IV legislatura
|                                                                                | Noè Pajetta ✔️ Eletto | Democrazia Cristiana                             | 68 788  | 39,67 |  |  |  |  |  |
|                                                                                | B. Brunati            | Partito Socialista Italiano                      | 34 359  | 19,81 |  |  |  |  |  |
|                                                                                | Q. Bonazzola          | Partito Comunista Italiano                       | 30 741  | 17,73 |  |  |  |  |  |
|                                                                                | S. Comolli            | Partito Liberale Italiano                        | 14 986  | 8,64  |  |  |  |  |  |
|                                                                                | P. Fadda              | Partito Socialista Democratico Italiano          | 13 323  | 7,68  |  |  |  |  |  |
|                                                                                | Luigi Bombaglio       | Movimento Sociale Italiano                       | 8 430   | 4,86  |  |  |  |  |  |
|                                                                                | G. Stendardi          | Partito Democratico Italiano di Unità Monarchica | 2 794   | 1,61  |  |  |  |  |  |
| Totale                                                                         | Totale                | Totale                                           | 173 421 | 100   |  |  |  |  |  |
|                                                                                |                       |                                                  |         |       |  |  |  |  |  |
| Voti non validi                                                                | Voti non validi       | Voti non validi                                  | 7 696   | 4,25  |  |  |  |  |  |
| Votanti                                                                        | Votanti               | Votanti                                          | 181 117 | 95,86 |  |  |  |  |  |
| Elettori                                                                       | Elettori              | Elettori                                         | 188 942 |       |  |  |  |  |  |
|                                                                                |                       |                                                  |         |       |  |  |  |  |  |
| Nota: quorum del 65% non raggiunto; ripartizione dei seggi a livello regionale |                       |                                                  |         |       |  |  |  |  |  |
| Data: 28 aprile 1963                                                           |                       |                                                  |         |       |  |  |  |  |  |
| Fonte: Ministero dell'interno                                                  |                       |                                                  |         |       |  |  |  |  |  |

#### V legislatura
|                                                                                | Pio Alessandrini ✔️ Eletto | Democrazia Cristiana          | 82 232  | 43,37 |  |  |  |  |  |
|                                                                                | C. Musatti                 | PCI - PSIUP                   | 45 321  | 23,90 |  |  |  |  |  |
|                                                                                | Paolo Cavezzali ✔️ Eletto  | PSI-PSDI Unificati            | 39 447  | 20,80 |  |  |  |  |  |
|                                                                                | Adamo Adone Fiamberti      | Partito Liberale Italiano     | 13 944  | 7,35  |  |  |  |  |  |
|                                                                                | F. Guerrieri               | Movimento Sociale Italiano    | 7 138   | 3,76  |  |  |  |  |  |
|                                                                                | G. Bertolè Viale           | Partito Repubblicano Italiano | 1 527   | 0,81  |  |  |  |  |  |
| Totale                                                                         | Totale                     | Totale                        | 189 609 | 100   |  |  |  |  |  |
|                                                                                |                            |                               |         |       |  |  |  |  |  |
| Voti non validi                                                                | Voti non validi            | Voti non validi               | 9 562   | 4,80  |  |  |  |  |  |
| Votanti                                                                        | Votanti                    | Votanti                       | 199 171 | 96,08 |  |  |  |  |  |
| Elettori                                                                       | Elettori                   | Elettori                      | 207 290 |       |  |  |  |  |  |
|                                                                                |                            |                               |         |       |  |  |  |  |  |
| Nota: quorum del 65% non raggiunto; ripartizione dei seggi a livello regionale |                            |                               |         |       |  |  |  |  |  |
| Data: 19 maggio 1968                                                           |                            |                               |         |       |  |  |  |  |  |
| Fonte: Ministero dell'interno                                                  |                            |                               |         |       |  |  |  |  |  |

#### VI legislatura
|                                                                                | Pio Alessandrini ✔️ Eletto | Democrazia Cristiana                    | 85 200  | 41,74 |  |  |  |  |  |
|                                                                                | Claudio Donelli            | PCI - PSIUP                             | 44 941  | 22,02 |  |  |  |  |  |
|                                                                                | Paolo Cavezzali ✔️ Eletto  | Partito Socialista Italiano             | 31 556  | 15,46 |  |  |  |  |  |
|                                                                                | Luigi Bombaglio            | Movimento Sociale Italiano              | 13 048  | 6,39  |  |  |  |  |  |
|                                                                                | P. Fadda                   | Partito Socialista Democratico Italiano | 12 471  | 6,11  |  |  |  |  |  |
|                                                                                | F. Zuccaro                 | Partito Liberale Italiano               | 11 390  | 5,58  |  |  |  |  |  |
|                                                                                | C. A. Mentasti             | Partito Repubblicano Italiano           | 5 526   | 2,71  |  |  |  |  |  |
| Totale                                                                         | Totale                     | Totale                                  | 204 132 | 100   |  |  |  |  |  |
|                                                                                |                            |                                         |         |       |  |  |  |  |  |
| Voti non validi                                                                | Voti non validi            | Voti non validi                         | 9 144   | 4,29  |  |  |  |  |  |
| Votanti                                                                        | Votanti                    | Votanti                                 | 213 276 | 96,32 |  |  |  |  |  |
| Elettori                                                                       | Elettori                   | Elettori                                | 221 415 |       |  |  |  |  |  |
|                                                                                |                            |                                         |         |       |  |  |  |  |  |
| Nota: quorum del 65% non raggiunto; ripartizione dei seggi a livello regionale |                            |                                         |         |       |  |  |  |  |  |
| Data: 7 maggio 1972                                                            |                            |                                         |         |       |  |  |  |  |  |
| Fonte: Ministero dell'interno                                                  |                            |                                         |         |       |  |  |  |  |  |

#### VII legislatura
|                                                                                | Aristide Marchetti ✔️ Eletto            | Democrazia Cristiana                    | 88 457  | 40,81 |  |  |  |  |  |
|                                                                                | Claudio Donelli ✔️ Eletto               | Partito Comunista Italiano              | 64 893  | 29,94 |  |  |  |  |  |
|                                                                                | Paolo Cavezzali                         | Partito Socialista Italiano             | 27 396  | 12,64 |  |  |  |  |  |
|                                                                                | Giorgio Pisano                          | Movimento Sociale Italiano              | 9 596   | 4,43  |  |  |  |  |  |
|                                                                                | Giovanni Marchesi                       | Partito Socialista Democratico Italiano | 9 134   | 4,21  |  |  |  |  |  |
|                                                                                | Giovanni Camillo Carlo Mario Nando Sala | Partito Repubblicano Italiano           | 8 343   | 3,85  |  |  |  |  |  |
|                                                                                | Francesco Gervasini                     | Partito Liberale Italiano               | 4 367   | 2,01  |  |  |  |  |  |
|                                                                                | Leonida Calamida                        | Democrazia Proletaria                   | 2 682   | 1,24  |  |  |  |  |  |
|                                                                                | Janine Renoux                           | Partito Radicale                        | 1 870   | 0,86  |  |  |  |  |  |
| Totale                                                                         | Totale                                  | Totale                                  | 216 738 | 100   |  |  |  |  |  |
|                                                                                |                                         |                                         |         |       |  |  |  |  |  |
| Voti non validi                                                                | Voti non validi                         | Voti non validi                         | 7 637   | 3,40  |  |  |  |  |  |
| Votanti                                                                        | Votanti                                 | Votanti                                 | 224 375 | 95,62 |  |  |  |  |  |
| Elettori                                                                       | Elettori                                | Elettori                                | 234 660 |       |  |  |  |  |  |
|                                                                                |                                         |                                         |         |       |  |  |  |  |  |
| Nota: quorum del 65% non raggiunto; ripartizione dei seggi a livello regionale |                                         |                                         |         |       |  |  |  |  |  |
| Data: 20 giugno 1976                                                           |                                         |                                         |         |       |  |  |  |  |  |
| Fonte: Ministero dell'interno                                                  |                                         |                                         |         |       |  |  |  |  |  |

#### VIII legislatura
|                                                                                | Aristide Marchetti ✔️ Eletto            | Democrazia Cristiana                         | 85 085  | 39,00 |  |  |  |  |  |
|                                                                                | Modesto Gaetano Merzario ✔️ Eletto      | Partito Comunista Italiano                   | 61 303  | 28,10 |  |  |  |  |  |
|                                                                                | Attilio Spozio ✔️ Eletto                | Partito Socialista Italiano                  | 29 800  | 13,66 |  |  |  |  |  |
|                                                                                | G. Rossi                                | Partito Socialista Democratico Italiano      | 10 173  | 4,66  |  |  |  |  |  |
|                                                                                | A. F. M. Milanesi                       | Movimento Sociale Italiano                   | 8 202   | 3,76  |  |  |  |  |  |
|                                                                                | F. Zuccaro                              | Partito Liberale Italiano                    | 7 306   | 3,35  |  |  |  |  |  |
|                                                                                | Giovanni Camillo Carlo Mario Nando Sala | Partito Repubblicano Italiano                | 7 032   | 3,22  |  |  |  |  |  |
|                                                                                | L. E. Boneschi                          | Partito Radicale                             | 6 763   | 3,10  |  |  |  |  |  |
|                                                                                | A. Tutino                               | Nuova Sinistra Unita                         | 1 318   | 0,60  |  |  |  |  |  |
|                                                                                | I. Roncoroni                            | Costituente di Destra - Democrazia Nazionale | 1 210   | 0,55  |  |  |  |  |  |
| Totale                                                                         | Totale                                  | Totale                                       | 218 192 | 100   |  |  |  |  |  |
|                                                                                |                                         |                                              |         |       |  |  |  |  |  |
| Voti non validi                                                                | Voti non validi                         | Voti non validi                              | 11 202  | 4,88  |  |  |  |  |  |
| Votanti                                                                        | Votanti                                 | Votanti                                      | 229 394 | 93,91 |  |  |  |  |  |
| Elettori                                                                       | Elettori                                | Elettori                                     | 244 277 |       |  |  |  |  |  |
|                                                                                |                                         |                                              |         |       |  |  |  |  |  |
| Nota: quorum del 65% non raggiunto; ripartizione dei seggi a livello regionale |                                         |                                              |         |       |  |  |  |  |  |
| Data: 3 giugno 1979                                                            |                                         |                                              |         |       |  |  |  |  |  |
| Fonte: Ministero dell'interno                                                  |                                         |                                              |         |       |  |  |  |  |  |

#### IX legislatura
|                                                                                | Adalberto Cangi                         | Democrazia Cristiana                    | 68 416  | 31,99 |  |  |  |  |  |
|                                                                                | Francesco Pintus                        | Partito Comunista Italiano              | 58 195  | 27,21 |  |  |  |  |  |
|                                                                                | Carlo Matteo Uslenghi                   | Partito Socialista Italiano             | 26 789  | 12,53 |  |  |  |  |  |
|                                                                                | Giovanni Camillo Carlo Mario Nando Sala | Partito Repubblicano Italiano           | 15 106  | 7,06  |  |  |  |  |  |
|                                                                                | Carlo Visconti                          | Movimento Sociale Italiano              | 12 118  | 5,67  |  |  |  |  |  |
|                                                                                | Giulio Piero Nidoli                     | Partito Socialista Democratico Italiano | 9 953   | 4,65  |  |  |  |  |  |
|                                                                                | Luigi Romano Selvini                    | Partito Liberale Italiano               | 8 673   | 4,06  |  |  |  |  |  |
|                                                                                | Giuseppe Battipede                      | Partito Nazionale Pensionati            | 6 090   | 2,85  |  |  |  |  |  |
|                                                                                | Gianfranco Spadaccia                    | Partito Radicale                        | 4 525   | 2,12  |  |  |  |  |  |
|                                                                                | Franco Calamida                         | Democrazia Proletaria                   | 2 922   | 1,37  |  |  |  |  |  |
|                                                                                | Mariagrazia Crotti Viscardi             | Lista per Trieste                       | 586     | 0,27  |  |  |  |  |  |
|                                                                                | Rosa Bonfanti                           | Partito Cristiano Azione Sociale        | 472     | 0,22  |  |  |  |  |  |
| Totale                                                                         | Totale                                  | Totale                                  | 213 845 | 100   |  |  |  |  |  |
|                                                                                |                                         |                                         |         |       |  |  |  |  |  |
| Voti non validi                                                                | Voti non validi                         | Voti non validi                         | 16 068  | 6,99  |  |  |  |  |  |
| Votanti                                                                        | Votanti                                 | Votanti                                 | 229 913 | 90,93 |  |  |  |  |  |
| Elettori                                                                       | Elettori                                | Elettori                                | 252 848 |       |  |  |  |  |  |
|                                                                                |                                         |                                         |         |       |  |  |  |  |  |
| Nota: quorum del 65% non raggiunto; ripartizione dei seggi a livello regionale |                                         |                                         |         |       |  |  |  |  |  |
| Data: 26 giugno 1983                                                           |                                         |                                         |         |       |  |  |  |  |  |
| Fonte: Ministero dell'interno                                                  |                                         |                                         |         |       |  |  |  |  |  |

#### X legislatura
|                                                                                | Maria Paola Colombo Svevo | Democrazia Cristiana                    | 72 442  | 31,95 |  |  |  |  |  |
|                                                                                | Francesco Pintus          | Partito Comunista Italiano              | 50 876  | 22,44 |  |  |  |  |  |
|                                                                                | G. B. Valcari             | Partito Socialista Italiano             | 40 527  | 17,87 |  |  |  |  |  |
|                                                                                | Umberto Bossi ✔️ Eletto   | Lega Lombarda                           | 15 802  | 6,97  |  |  |  |  |  |
|                                                                                | Carlo Visconti            | Movimento Sociale Italiano              | 11 610  | 5,12  |  |  |  |  |  |
|                                                                                | A. Garibaldi              | Partito Repubblicano Italiano           | 8 453   | 3,73  |  |  |  |  |  |
|                                                                                | Gianfranco Conti Persini  | Partito Socialista Democratico Italiano | 5 575   | 2,46  |  |  |  |  |  |
|                                                                                | Adele Faccio              | Partito Radicale                        | 5 561   | 2,45  |  |  |  |  |  |
|                                                                                | V. Lavazza                | Lista Verde                             | 5 458   | 2,41  |  |  |  |  |  |
|                                                                                | V. Brianza                | Democrazia Proletaria                   | 4 759   | 2,10  |  |  |  |  |  |
|                                                                                | S. Pieretti               | Partito Liberale Italiano               | 3 540   | 1,56  |  |  |  |  |  |
|                                                                                | S. Menicassi              | Liga Veneta-Pensionati Uniti            | 1 828   | 0,81  |  |  |  |  |  |
|                                                                                | C. Braccini               | Alleanza Popolare Pensionati            | 337     | 0,15  |  |  |  |  |  |
| Totale                                                                         | Totale                    | Totale                                  | 226 768 | 100   |  |  |  |  |  |
|                                                                                |                           |                                         |         |       |  |  |  |  |  |
| Voti non validi                                                                | Voti non validi           | Voti non validi                         | 12 110  | 5,07  |  |  |  |  |  |
| Votanti                                                                        | Votanti                   | Votanti                                 | 238 878 | 91,49 |  |  |  |  |  |
| Elettori                                                                       | Elettori                  | Elettori                                | 261 097 |       |  |  |  |  |  |
|                                                                                |                           |                                         |         |       |  |  |  |  |  |
| Nota: quorum del 65% non raggiunto; ripartizione dei seggi a livello regionale |                           |                                         |         |       |  |  |  |  |  |
| Data: 14 giugno 1987                                                           |                           |                                         |         |       |  |  |  |  |  |
| Fonte: Ministero dell'interno                                                  |                           |                                         |         |       |  |  |  |  |  |

#### XI legislatura
|                                                                                | Giuseppe Zamberletti ✔️ Eletto | Democrazia Cristiana                    | 62 636  | 26,12 |  |  |  |  |  |
|                                                                                | Giuseppe Leoni ✔️ Eletto       | Lega Lombarda                           | 60 622  | 25,28 |  |  |  |  |  |
|                                                                                | Mario Didò                     | Partito Socialista Italiano             | 27 542  | 11,49 |  |  |  |  |  |
|                                                                                | Pietro Macchione               | Partito Democratico della Sinistra      | 25 025  | 10,44 |  |  |  |  |  |
|                                                                                | Cesare Revelli                 | Partito della Rifondazione Comunista    | 12 484  | 5,21  |  |  |  |  |  |
|                                                                                | Piero Pellicini                | Movimento Sociale Italiano              | 8 512   | 3,55  |  |  |  |  |  |
|                                                                                | Pier Gianni Biancheri          | Partito Repubblicano Italiano           | 8 035   | 3,35  |  |  |  |  |  |
|                                                                                | Loredana Jelmini               | Federazione dei Verdi                   | 7 283   | 3,04  |  |  |  |  |  |
|                                                                                | Luigi Barion                   | Partito Liberale Italiano               | 5 471   | 2,28  |  |  |  |  |  |
|                                                                                | Eva Rossi                      | Lega Alpina Lumbarda                    | 5 217   | 2,18  |  |  |  |  |  |
|                                                                                | Gianluigi Melega               | Lista Marco Pannella                    | 2 879   | 1,20  |  |  |  |  |  |
|                                                                                | Giannina Barbati               | La Lega Casalinghe-Pensionati           | 2 765   | 1,15  |  |  |  |  |  |
|                                                                                | Francesco Spallina             | Partito Pensionati                      | 2 479   | 1,03  |  |  |  |  |  |
|                                                                                | Maria Antonietta Favetti       | Lega Lombardia Europea                  | 2 082   | 0,87  |  |  |  |  |  |
|                                                                                | Carlo Pietro Mozzoni           | Partito Socialista Democratico Italiano | 2 047   | 0,85  |  |  |  |  |  |
|                                                                                | Cesare Macchi                  | Alleanza Lombarda Autonomia             | 1 743   | 0,73  |  |  |  |  |  |
|                                                                                | Luigi Randi                    | Sì Referendum                           | 1 728   | 0,72  |  |  |  |  |  |
|                                                                                | Giovanni Ducoli                | Caccia Pesca Ambiente                   | 528     | 0,22  |  |  |  |  |  |
|                                                                                | Angelo Compagnoni              | Federalismo - Pensionati Uomini Vivi    | 463     | 0,19  |  |  |  |  |  |
|                                                                                | Giovanni Caminiti              | Movimento Fascismo e Libertà            | 234     | 0,10  |  |  |  |  |  |
| Totale                                                                         | Totale                         | Totale                                  | 239 775 | 100   |  |  |  |  |  |
|                                                                                |                                |                                         |         |       |  |  |  |  |  |
| Voti non validi                                                                | Voti non validi                | Voti non validi                         | 11 976  | 4,76  |  |  |  |  |  |
| Votanti                                                                        | Votanti                        | Votanti                                 | 251 751 | 90,50 |  |  |  |  |  |
| Elettori                                                                       | Elettori                       | Elettori                                | 278 185 |       |  |  |  |  |  |
|                                                                                |                                |                                         |         |       |  |  |  |  |  |
| Nota: quorum del 65% non raggiunto; ripartizione dei seggi a livello regionale |                                |                                         |         |       |  |  |  |  |  |
| Data: 5 aprile 1992                                                            |                                |                                         |         |       |  |  |  |  |  |
| Fonte: Ministero dell'interno                                                  |                                |                                         |         |       |  |  |  |  |  |

## 1993-2005

### Territorio
Il collegio di Varese era uno dei 35 collegi uninominali in cui era suddivisa la Lombardia; come previsto dal D.Lgs. del 20 dicembre 1993 n. 535, e comprendeva i seguenti comuni: Agra, Arcisate, Azzio, Barasso, Bedero Valcuvia, Besano, Bisuschio, Brenta, Brezzo di Bedero, Brinzio, Brissago-Valtravaglia, Brusimpiano, Cadegliano Viconago, Cantello, Caravate, Casalzuigno, Casciago, Cassano Valcuvia, Castello Cabiaglio, Castelveccana, Cittiglio, Clivio, Cocquio-Trevisago, Comerio, Cremenaga, Cuasso al Monte, Cugliate-Fabiasco, Cunardo, Curiglia con Monteviasco, Cuveglio, Cuvio, Dumenza, Duno, Ferrera di Varese, Gavirate, Gemonio, Germignaga, Grantola, Induno Olona, Lavena Ponte Tresa, Laveno-Mombello, Luino, Luvinate, Maccagno, Malnate, Marchirolo, Marzio, Masciago Primo, Mesenzana, Montegrino Valtravaglia, Orino, Osmate, Pino sulla Sponda del Lago Maggiore, Porto Ceresio, Porto Valtravaglia, Rancio Valcuvia, Saltrio, Sangiano, Tronzano Lago Maggiore, Valganna, Varese, Veddasca e Viggiù.

### Eletti
| Elezione | Elezione                | Senatore         | Partito                  |
| -------- | ----------------------- | ---------------- | ------------------------ |
|          | 1994                    | Giovanni Binaghi | Polo delle Libertà (LN)  |
|          | 1996                    | Piero Pellicini  | Polo per le Libertà (AN) |
| 2001     | Casa delle Libertà (AN) | Piero Pellicini  |                          |

### Dati elettorali

#### XII legislatura
|                               | Giovanni Binaghi ✔️ Eletto     | Polo delle Libertà           | 79 346  | 50,72 |  |  |  |  |  |
|                               | Daniele Marantelli             | Progressisti                 | 28 808  | 18,42 |  |  |  |  |  |
|                               | Roberto Ronza                  | Patto per l'Italia           | 19 587  | 12,52 |  |  |  |  |  |
|                               | Carlo Visconti                 | Alleanza Nazionale           | 11 101  | 7,10  |  |  |  |  |  |
|                               | Attilio Daniele Capra De Carrè | Lega Alpina Lumbarda         | 6 717   | 4,29  |  |  |  |  |  |
|                               | Luciano Cavagnaro              | Lista Pannella-Riformatori   | 5 255   | 3,36  |  |  |  |  |  |
|                               | Graziella Luisa D'Adda         | Partito Pensionati           | 3 045   | 1,95  |  |  |  |  |  |
|                               | Giuliano Miglierina            | Lega di Angela Bossi         | 1 606   | 1,03  |  |  |  |  |  |
|                               | Marinella Manera Carrera       | Partito della Legge Naturale | 972     | 0,62  |  |  |  |  |  |
| Totale                        | Totale                         | Totale                       | 156 437 | 100   |  |  |  |  |  |
|                               |                                |                              |         |       |  |  |  |  |  |
| Voti non validi               | Voti non validi                | Voti non validi              | 8 368   | 5,08  |  |  |  |  |  |
| Votanti                       | Votanti                        | Votanti                      | 164 805 | 99,88 |  |  |  |  |  |
| Elettori                      | Elettori                       | Elettori                     | 165 000 |       |  |  |  |  |  |
|                               |                                |                              |         |       |  |  |  |  |  |
| Data: 27-28 marzo 1994        |                                |                              |         |       |  |  |  |  |  |
| Fonte: Ministero dell'interno |                                |                              |         |       |  |  |  |  |  |

#### XIII legislatura
|                               | Piero Pellicini ✔️ Eletto | Polo per le Libertà                      | 51 202  | 33,14 |  |  |  |  |  |
|                               | Marco Astuti              | L'Ulivo                                  | 46 155  | 29,87 |  |  |  |  |  |
|                               | Giuseppe Leoni            | Lega Nord                                | 45 948  | 29,74 |  |  |  |  |  |
|                               | Angela Bossi              | Lega per l'Autonomia - Alleanza Lombarda | 3 374   | 2,18  |  |  |  |  |  |
|                               | Luciano Cavagnaro         | Lista Pannella-Sgarbi                    | 2 802   | 1,81  |  |  |  |  |  |
|                               | Angelo Milanesi           | Movimento Sociale Fiamma Tricolore       | 2 689   | 1,74  |  |  |  |  |  |
|                               | Francesco Toregrossa      | Federazione Liste Civiche                | 1 230   | 0,80  |  |  |  |  |  |
|                               | Renato Maria Pescatore    | Partito Socialista                       | 1 122   | 0,73  |  |  |  |  |  |
| Totale                        | Totale                    | Totale                                   | 154 522 | 100   |  |  |  |  |  |
|                               |                           |                                          |         |       |  |  |  |  |  |
| Voti non validi               | Voti non validi           | Voti non validi                          | 8 148   | 5,01  |  |  |  |  |  |
| Votanti                       | Votanti                   | Votanti                                  | 162 670 | 85,80 |  |  |  |  |  |
| Elettori                      | Elettori                  | Elettori                                 | 189 586 |       |  |  |  |  |  |
|                               |                           |                                          |         |       |  |  |  |  |  |
| Data: 21 aprile 1996          |                           |                                          |         |       |  |  |  |  |  |
| Fonte: Ministero dell'interno |                           |                                          |         |       |  |  |  |  |  |

#### XIV legislatura
|                               | Piero Pellicini ✔️ Eletto | Casa delle Libertà                       | 70 997  | 45,78 |  |  |  |  |  |
|                               | Manolo Marzaro            | L'Ulivo                                  | 48 178  | 31,07 |  |  |  |  |  |
|                               | Giulio Bonfadini          | Lega per l'Autonomia - Alleanza Lombarda | 8 350   | 5,38  |  |  |  |  |  |
|                               | Fabio Minazzi             | Partito della Rifondazione Comunista     | 6 125   | 3,95  |  |  |  |  |  |
|                               | Giuseppe Leoni            | Va' Pensiero Padania                     | 6 097   | 3,93  |  |  |  |  |  |
|                               | Alessandro Milani         | Lista Di Pietro                          | 4 722   | 3,04  |  |  |  |  |  |
|                               | Lorenzo Strik Lievers     | Lista Pannella-Bonino                    | 3 535   | 2,28  |  |  |  |  |  |
|                               | Dario Frattini            | Fiamma Tricolore                         | 2 113   | 1,36  |  |  |  |  |  |
|                               | Antonio Maria Pivetta     | Democrazia Europea                       | 1 904   | 1,23  |  |  |  |  |  |
|                               | Giuseppe Liverani         | Partito Pensionati                       | 1 641   | 1,06  |  |  |  |  |  |
|                               | Alvaro Fumagalli          | Forza Nuova                              | 636     | 0,41  |  |  |  |  |  |
|                               | Giovanni Motta            | Partito Liberal-Popolare                 | 438     | 0,28  |  |  |  |  |  |
|                               | Raffaele Grillo           | Liberaldemocratici Basta                 | 351     | 0,23  |  |  |  |  |  |
| Totale                        | Totale                    | Totale                                   | 155 087 | 100   |  |  |  |  |  |
|                               |                           |                                          |         |       |  |  |  |  |  |
| Voti non validi               | Voti non validi           | Voti non validi                          | 8 395   | 5,14  |  |  |  |  |  |
| Votanti                       | Votanti                   | Votanti                                  | 163 482 | 83,08 |  |  |  |  |  |
| Elettori                      | Elettori                  | Elettori                                 | 196 782 |       |  |  |  |  |  |
|                               |                           |                                          |         |       |  |  |  |  |  |
| Data: 13 maggio 2001          |                           |                                          |         |       |  |  |  |  |  |
| Fonte: Ministero dell'interno |                           |                                          |         |       |  |  |  |  |  |